# Myra Hess
Julia Myra Hess (Londres, 25 de febrer de 1890 - Londres, 25 de novembre de 1965), més coneguda com Myra Hess, fou una pianista britànica. Va ser nomenada Dama Comanadora de l’Orde de l'Imperi Britànic.

## Trajectòria

### Primers anys
Nascuda en una família jueva, sent la més petita de quatre germans, Myra Hess va començar a rebre classes de piano a l'edat de 5 anys. Cap membre de la seva família era músic, ni tampoc tenim entès que ella fos una prodigi del piano. Dos anys més tard ingressà a la Guildhall School of Music and Drama, on estudià amb Julian Pascal i Orlando Morgan, i, posteriorment, a l'edat de 12 anys, guanyà una beca per estudiar a la Royal Academy of Music amb Tobias Matthay, qui amb el seu reconegut nivell tècnic i psicològic envers el piano va sapiguer treure el millor i exprimir el màxim potencial de la jove pianista.

### Inici carrera pianística
L'any 1907, a l'edat de 17 anys, debuta com a pianista solista al Queen's Hall amb el Concert per a piano n. 4 de Ludwig van Beethoven, sota la batuta de Thomas Beecham i la New Symphony Orchestra. Posteriorment, inicia una gira de concerts que la porta a actuar a les principals sales d'Anglaterra, Països Baixos (on hi va tenir especial èxit, ja que el públic d'aquest país va ser el primer que va identificar la seva varitable vàlua) i França. L'any 1922 comença a Nova York la seva gira pels EUA, en la qual arriba a consolidar-se com a pianista de prestigi internacional.
Es sabut que no és fàcil guanyar-se la vida com a intèrpret, i encara ho era menys a la dècada dels anys 20 sent dona. És per això que Dame Myra Hess va haver de compaginar durant uns anys els seus recitals amb donar classes.

### Segona Guerra Mundial
Amb l'arribada de la Segona Guerra Mundial, l'any 1939, totes les sales de concerts es veuen obligades a tancar a conseqüència del conflicte bèl·lic. Myra Hess organitza quasi 2.000 concerts al National Gallery per tal de mantenir la moral del poble britànic alta. Els concerts es realitzaven durant el dia, ja que pels londinencs era perillós sortir al carrer durant la nit a causa dels bombardejos nazis. L’objectiu era mostrar que l’art i la música podia unir als ciutadans, encara que la situació política no fos la millor.
Els concerts van tenir un èxit rotund. El primer concert va tenir lloc el dia 10 d’octubre del 1939, del qual Sir Kenneth Clarck escriu:
Es va quedar darrere d'una de les cortines i va mirar el públic ple. Havien vingut amb cares d'ansietat i fam, però mentre escoltaven la música i miraven l'expressió d'exaltació de la Myra, van perdre el pensament de les seves preocupacions privades. Mai havia vist cares tan transformades, i li vaig dir: "Així és com els homes i les dones deuen mirar els grans predicadors que els van donar recuperar el seu coratge i la seva fe".
Myra Hess participava com a intèrpret i organitzadora d'aquests recitals. Fins i tot va anul·lar una gira molt extensa als Estats Units per assegurar la continuïtat d'aquests concerts. Hi va interpretar concerts de Mozart, música de cambra, lied amb artistes com la cantant Elena Gerhardt. La majoria d'aquests recitals eren de música de cambra. Sobre aquests concerts, ella mateixa deia: "Never have I played so much and practised so little".
En aquests concerts, les joves promeses tenien l'oportunitat d'actuar al costat d'intèrprets ja establerts dins el món de la música clàssica. Inicialment, no rebien cap retribució econòmica, tot i que al llarg del temps van començar a rebre un petit sou. Hess fou l'única que mai es va lucrar econòmicament. Aquesta iniciativa augmenta la seva popularitat.
Els recitals es van fer sense pausa des del 10 d'octubre del 1939 fins al 10 d'abril del 1946, quan la National Gallery ja no va poder acollir aquests recitals.
Entre 1938 i 1943, exerceix el càrrec de presidenta a la Society of Women Musicians.

### Les seves interpretacions / Repertori
El gruix del seu repertori com a pianista va ser compost per grans compositors com Bach, Mozart, Beethoven, Schubert, Schumann i Brahms. Amb excepcions a favor dels seus amics Ralph Vaughan Williams, Howard Ferguson, Arnold van Wyk i Gerald Finzi. Ella adorava Toscanini, Pau Casals i Ruth Draper. Va tocar els 21 concerts de Mozart, els 5 de Beethoven i els 2 de Brahms, a més a més dels de Schumann, Grieg i César Frank.
Tenim documentada una interpretació del Concert en Mi Bemoll Major, K271 de Mozart a Prades, sota la direcció de Pau Casals, el 1953. ({{format ref}} https://youtu.be/jYUuR2_1Tl8)
Té publicades moltes transcirpcions per a piano.
John Amis, un reconegut escrpitor i crític contemporani de la Myra Hess que va coincidir diverses ocasions amb ella explicava això en un article en memòria de la pianista:
"During and after the war her playing, particularly of Classical music, seemed to acquire a new dimension. It had always been intensely musical and suffused with warmth and humour; but now there was an added serenity and depth that enabled her to communicate the subtlest essence of composers such as Mozart and Schubert, and of works like the last three Beethoven Sonatas."
I escrivia això sobre com era Dame Myra Hess abans de sortir a l'escenari:
"As a performer Myra Hess was a bundle of nerves before going on the platform. 'Why do I go on playing?' she almost wailed. 'This is positively my last perfor- mance. Remind me afterwards, will you?' she would say to me as she stood in the wings. Yet as soon as she went on, she looked utterly serene, like a Jewish version of the Queen Mother."
No podem associar el virtuosisme com a objectiu primordial de les interpretacions de la Myra Hess. Sempre es va inclinar pels grans compositors alemanys i austríacs com Bach, Mozart, Beethoven, Schubert, Schumann i Brahms, compositors pels que el sentiment interior significava més que l'exercici exterior. Encara que la seva tècnica era magistral, la podríem descriure més com a músic pianista abans que pianista pianista ja que per a ella la poesia, la penetració intel·lectual i la imaginació comptaven molt més que la simple prestidigitació. A opinió dels qui la coneixien, el pas del temps li va donar una puresa i senzillesa de l'estil cada vegada més grans que, en la seva màxima maduresa artística, portava els seus oients directament al cor de la música.

### Influències

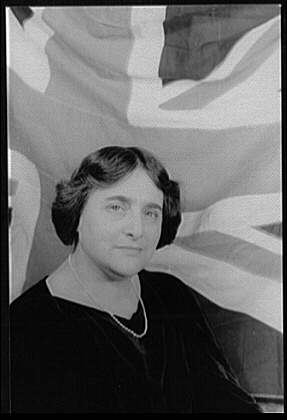
Myra Hess, fotografiada per Carl Van Vechten, el 1937

Myra Hess fou cèlebre per les seves interpretacions dels concerts de piano de Mozart, Beethoven i Schumann. Tanmateix, interpretava tant obres contemporànies (va estrenar la sonata i el concert de piano del compositor Howard Ferguson) com barroques (per exemple, les sonates per a piano de Domenico Scarlatti).
Apassionada de la música de cambra, de manera sovint realitzava concerts a piano duo amb la seva amiga i exitosa pianista Irene Scharrer, alumna també del seu mentor, Tobias Matthay.
Durant els anys 1951 i 1952, participà en el Festival de Música de Prades interpretant els trios 1 i 2 de Johannes Brahms, juntament amb el violinista Isaac Stern i el violoncel·lista Pau Casals, i els concerts 1, 9,14,22 i 27 per a piano de W.A. Mozart, amb altres pianistes com Eugene Istomin, Rudolf Serkin i Mieczyslaw Horszowski. Casals va anomenar aquestes interpretacions “una de les més boniques i emotives interpretacions de la música de cambra”.
Durant la seva vida va tenir diversos pupils, incloent-hi l'Stephen Bishop-Kovacevich i el Yonty Solomon.

### Jesu, Joy of Man’s Desiring

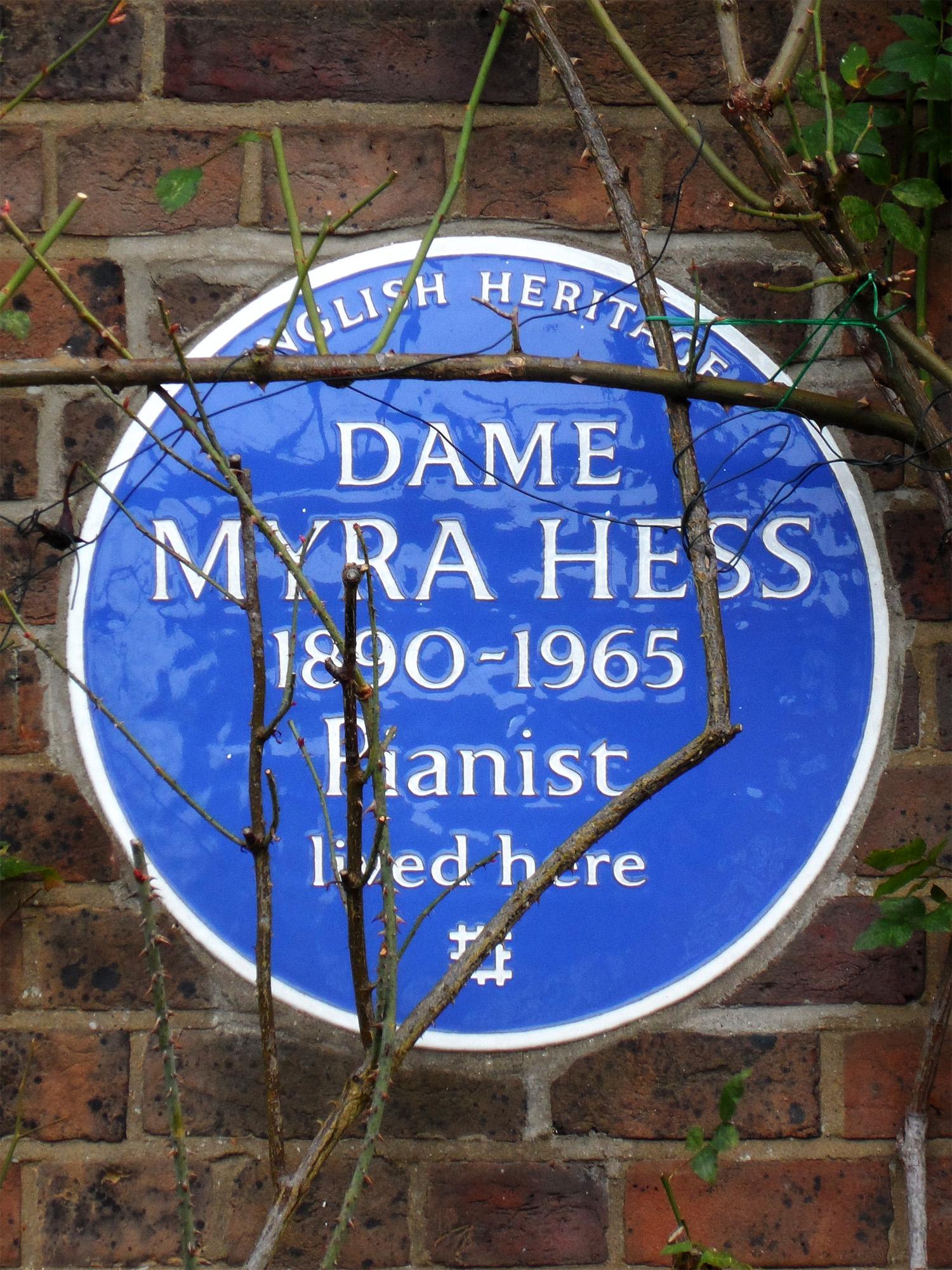
Placa commemorativa al domicili de Myra Hess, al 48 de Wildwood Road, London.

L'abril de 1920, Hess es trobava assajant el concert per a 3 pianos de J.S. Bach (juntament amb Harold Samuel i Herbert Fryer) al Bach Festival. En aquell moment té l'oportunitat d'escoltar al Bach Choir London, sota la direcció de Sir Hugh Allen, interpretar el coral Wohl mir, daß ich Jesum habe de la cantata Herz und Mund und Tat und Leben (BWV 147) de J.S Bach. La bellesa d'aquella música l'impressiona tant que, quan arriba a casa seva no pot parar d'interpretar la peça durant hores al seu piano. Posteriorment, decideix interpretar l'arranjament davant dels seus amics, i motivada per l'èxit rebut decideix introduir-lo com a "bis" als seus concerts. L'any 1926 l'editorial Oxford publica un arranjament escrit del coral ‘Jesu, Joy of Man’s Desiring’, i al llarg de 1928 en realitza una primera gravació per la discogràfica Columbia. Tot seguit, el gener de 1929, Irene Scharrer, amb la qual encara mantenia una gran amistat, enregistra una nova gravació de la popular transcripció del coral de J.S. Bach, la qual és considerada una de les més remarcables, ja que emfatitza la conducció harmònica de les veus interiors i la línia melòdica del tenor.

### Reconeixment, premis i títols
Arran de la seva tasca en els concerts de la National Gallery, la pianista Myra Hess va esdevenir una líder en el món professional de la música en el seu país. D'aquesta manera, va ser nomenada Dame Commander of the British Empire el 1941, i va rebre doctorats honorífics de les universitats de Durham, Londres, Cambridge, Manchester, Leeds, St Andrews i Reading. La universitat de Cambridge li va dedicar aquestes paraules: 'Dame Myra Hess has used her talents not to promote her own ambition, but for love of her art for its own sake and for the increase of human happiness'
També pertany a la selecció de Gold Medallists de la Royal Philarmonic Society.

### Vida privada
Tot i tenir una vida molt dedicada a la música i el piano, la Myra Hess mai va ser un llop solitari. Tenia molt d’interès en el tenis (ella deia que la carrera d’un pianista es podia equiparar a estar en el centre d’una pista de Wimbledon tota l’estona). Li agradava jugar a cartes i a l’Scrabble. Sempre intentava fer els encreuats del The Times, encara que estigués de gira, i mai parava d'impressionar els seus amics amb la seva vivacitat i el seu enginy. Sabem que en algunes de les festes en les que ella assistia tocava l'estudi de les tecles negres de Chopin amb una taronja.

### Últims anys
Al setembre de l’any 1961 du a terme la seva última aparició pública al Royal’s London Festival Hall. Posteriorment, es veu obligada a retirar-se ja que patia artritis a les mans i tenia problemes de circulació. Mor el 25 de novembre de 1965 a l'edat de 75 anys, a causa d'un atac de cor, a casa seva, a St John's Wood, Londres.

## Llistat de gravacions recuperades a Spotify i a la Petrucci Library
1. https://open.spotify.com/track/213yV7NgTBpKF9KfZqXV3p?si=e4d97c73a43d4e42
2. https://open.spotify.com/track/02GllJpzoafs3lbWGoplMb?si=b3d71046e5304c14
3. https://open.spotify.com/track/3Ym6DnaCLGYrkIaISFlhbF?si=1bd9c8508d8f41a6
4. https://open.spotify.com/track/3lFVLMX1x6f6GHuQPO73Q2?si=dabd66abb38349d1
5. https://imslp.eu/files/imglnks/euimg/c/c3/IMSLP716327-PMLP4182-DANSE_RITUELLE_DU_FEU_(Ritual_Fire_Dance)_-_MYRA_HESS.mp3